# Nikolajevka (kraj Kamtsjatka)
Nikolajevka (Russisch: Николаевка) is een plaats (selo) in het gemeentelijk district Jelizovski van de Russische kraj Kamtsjatka. De plaats ligt aan de rivier de Paratoenka, op hemelsbreed 17 kilometer van het districtscentrum Jelizovo. Nikolajevka telt ongeveer 1.912 inwoners (2007).

## Geschiedenis
In de tijd dat Vitus Bering zijn reis naar Kamtsjatka maakte bevond de ostrog Paratoenka zich op deze plek. Het dorp bestond eerder als de Kozakken-ostrog Nikolajevski, maar die werd platgebrand. In 1825 werd door hoofdman Golenisjtsjev van de Jakoeten-Kozakken geprobeerd om er een grote veehouderij op te zetten, maar deze raakte al snel in verval en de bevolking verspreidde zich over andere plaatsen. De namen van dit dorp waren achtereenvolgens Tichaja en Orlovka.
Nikolajevka werd daarop in 1853 (of 1854) opnieuw gesticht, in opdracht van gouverneur Vasili Zavojko (die de veehouderij weer wilde oprichten), door boeren uit het westen van het Russische Rijk en werd vernoemd naar tsaar Nikolaas I (Karl von Ditmar, 1855).
In het recente verleden bevond zich er een leprosarium. Het oudste gebouw van de plaats is een houten kerk ter ere van de heilige Nikolaj, de lokale beschermheilige.
Bij de plaats bevindt zich de sovchoz Oktjabrski ("oktober"), een van de belangrijkste landbouwbedrijven van Kamtsjatka.

## Trivia
Tussen 1923 en 13 december 1974 bevond zich ook een dorp met de naam Nikolajevka in het district Oest-Kamtsjatski, waarvan de inwoners later werden geconcentreerd in de plaats Oest-Kamtsjatsk ten oosten van die plaats.
Bestuurlijk centrum: Jelizovo

Bereznjaki · Dalni · Dvoeretsje · Ganaly · Joezjnye Korjaki · Ketkino · Korjaki · Krasny · Kroetoberegovy · Lesnoj · Malka · Nagorny · Natsjiki · Nikolajevka · Novy · Paratoenka · Pinatsjevo · Pionerski · Razdolny · Severnye Korjaki · Sokotsj · Sosnovka · Svetly · Termalny · Voelkanny · Zeleny